# 일본 농구 국가대표팀
일본 농구 국가대표팀(영어: Japan national basketball team)은 일본의 농구 대표팀이다. 올림픽 농구 본선에는 6번 출전하여 6번 모두 하위권 성적에 그쳤고 FIBA 농구 월드컵 본선에도 6번 출전하여 마찬가지로 6번의 대회에서 모두 중하위권 성적에 머물렀다. 다만 FIBA 아시아 선수권 대회 본선에는 28번 참가하여 금메달 2개, 은메달 5개, 동메달 7개를 수확했고 아시안 게임 농구에도 16번 출전하여 은메달 2개, 동메달 6개를 획득했다.

## 주요 선수
- 닉 파제카스 (가와사키 브레이브 선더스)
- 하치무라 루이 (로스앤젤레스 레이커스)
- 시노야마 류세이 (가와사키 브레이브 선더스)
- 와타나베 유타 (지바 제츠)
- 다케우치 조지 (알바르크 도쿄)

## 같이 보기
- 슬램 덩크

## 사건 사고
2018년 8월 20일 2018년 아시안 게임 농구 남자에 출전 중인 남자 농구 국가대표팀 선수 4명이 ‘JAPAN’이라고 적힌 대표팀 활동복을 입고 자카르타 유흥가를 방문했다가 적발돼 대회 도중 선수단에서 퇴출당하는 일이 벌어졌다. 이 경우 일본 남자농구대표팀은 8명의 선수로만 대회를 치러야한다.